# La Breya
Der La Breya 2374 m ü. M. ist ein Berg im Osten des Mont-Blanc-Massivs, welcher den Ferienort Champex-Lac im Kanton Wallis überragt. 
Der Berg ist mit einem Sessellift von Champex-Lac aus erreichbar. Die Bergstation befindet sich auf einer Schulter bei Grands Plans auf einer Höhe von 2194 m ü. M. Von dort aus führt ein Weg zum Gipfel. Ein weiterer Sessellift bei Grands Plans sowie zwei Skilifte bei der Talstation bilden das Skigebiet von Champex-Lac. Von der Bergstation führt ein Weg zu den beiden SAC-Hütten Cabane d’Orny und Cabane du Trient.